# Mangora zona
Mangora zona là một loài nhện trong họ Araneidae.
Loài này thuộc chi Mangora. Mangora zona được Herbert Walter Levi miêu tả năm 2007.